# Sudamerlycaste andreettae
Sudamerlycaste andreettae är en orkidéart som först beskrevs av Dodson, och fick sitt nu gällande namn av Fredy Archila. Sudamerlycaste andreettae ingår i släktet Sudamerlycaste och familjen orkidéer.

## Underarter
Arten delas in i följande underarter:
- S. a. andreettae
- S. a. pallida